# Chirchiq
Chirchiq (in russo Чирчик, Čirčik) è una città dell'Uzbekistan, nella regione di Tashkent. Il suo nome è talvolta trascritto anche come Circik, Chirchik, Şırşyķ o Şyrşyq.
Si trova circa 32 km a nord-est della capitale, Tashkent, tra i monti Chatkal, lungo il fiume Chirchiq, affluente del Syr Darya.
Chirchiq è stata fondata nel 1935 quando alcuni villaggi si sono contemporaneamente ingranditi e fusi a conseguenza della costruzione di una centrale idroelettrica sul fiume Chirchiq.
La città si trova al centro di una zona a coltivazione intensiva che produce ortaggi e frutta, in particolare meloni e uva. Un grande impianto chimico produce fertilizzanti per le collettività agricole della regione.
Chirchiq è anche il maggior centro turistico invernale della regione di Tashkent, con la stazione sciistica di Chimgan.
La maggioranza della popolazione è formata da uzbechi; seguono, in percentuali minori: kazaki, tagichi, russi, ucraini, armeni, tatari.